# Goiabada

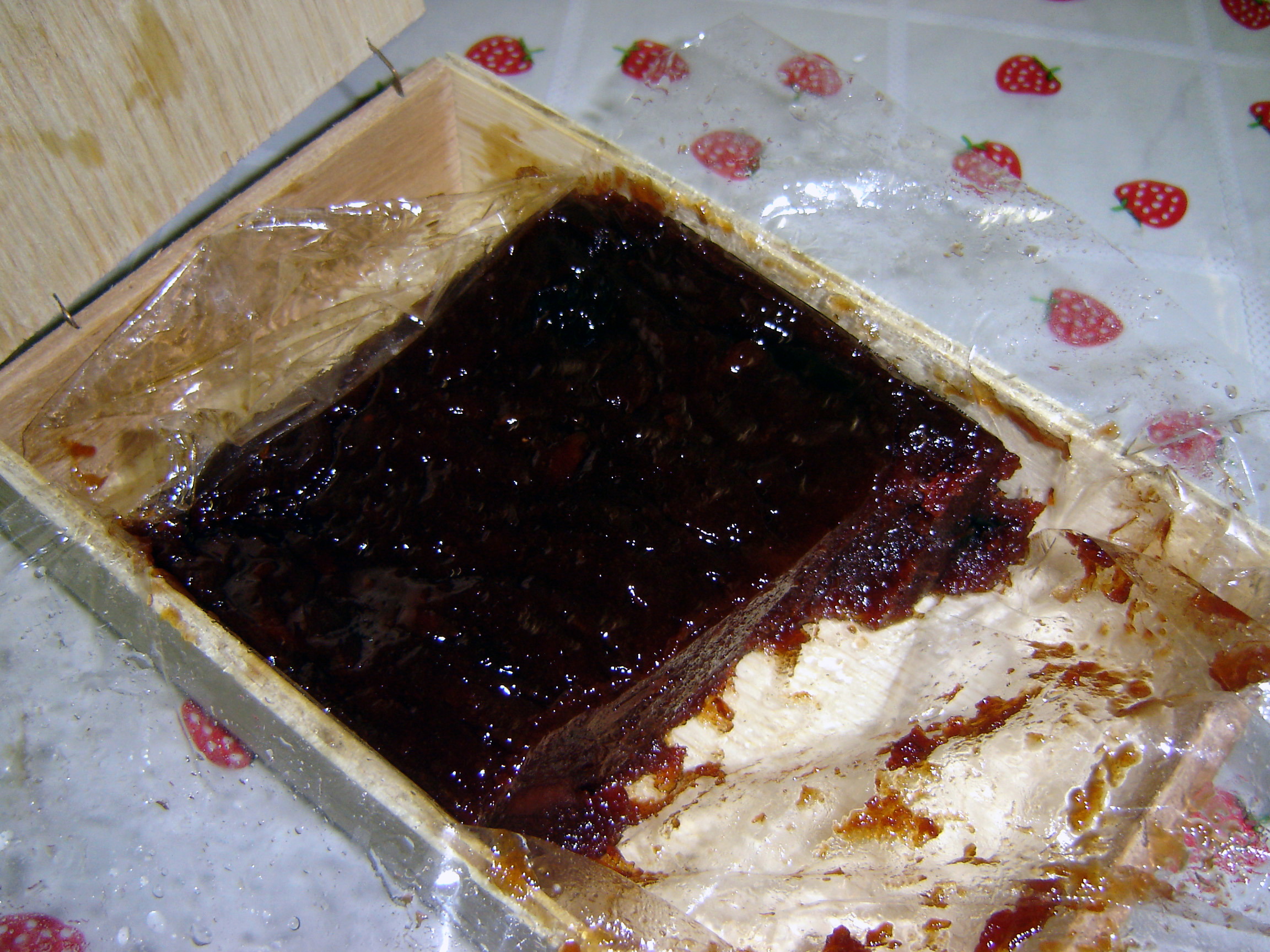
Goiabada

Goiabada ist eine brasilianische Süßigkeit, die aus der Goiaba-Frucht, in Deutschland auch als Echte Guave bekannt, hergestellt wird.
Goiabada ist eine mit Zucker eingedickte Masse aus Goiabas und ähnelt Marmelade, ist in der Konsistenz aber weitaus fester. Die traditionell hergestellte Goiabada wird zu Barren geformt und in kleinen Holzkästchen verkauft, in der industriellen Herstellung erhält sie oft eine runde Form und kommt in eine Konservendose. Zusammen mit Minas-Käse wird daraus „Goiabada com Queijo“, eine traditionelle brasilianische Nachspeise, die in ganz Brasilien gegessen wird. „Goiabada com Queijo“ wird auch „Romeu e Julieta“ (Romeo und Julia) genannt, weil beides so perfekt zusammenpasst.